# Nombre 180
El nombre 180 (CLXXX) és el nombre natural que segueix el nombre 179 i precedeix el nombre 181.
La seva representació binària és 10110100, la representació octal 264 i l'hexadecimal B4.
La seva factorització en nombres primers és 2²×3²×5; altres factoritzacions són 1×180 = 2×90 = 3×60 = 4×45 =5×36 = 6×30 = 9×20 = 10×18 =12×15.
Es pot representar com la suma de sis nombres primers consecutius: 19 + 23 + 29 + 31 + 37 + 41 = 180.